# خارابا
خارابا (به اسپانیایی: Jaraba) یک دهستان در اسپانیا است که در استان ساراگوسا واقع شده‌است. خارابا ۴۲ کیلومتر مربع مساحت و ۳۱۶ نفر جمعیت دارد.